# Anne Dacier

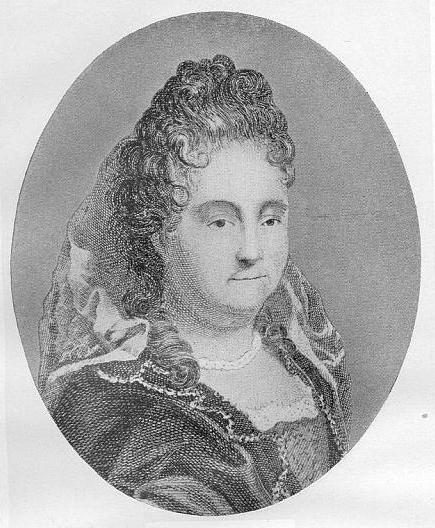
Anne Dacier

Anne Dacier (* 5. August 1647 in Preuilly-sur-Claise, Saumur als Anne Le Fèvre; † 17. August 1720 in Paris) war eine französische Übersetzerin und Schriftstellerin hugenottischer Abstammung.

## Leben
Anne Dacier war die Tochter des Humanisten Tanneguy Le Fèvre. Um 1670 heiratete sie und wurde sehr kurze Zeit darauf Witwe. Sie kehrte zu ihrem Vater zurück und lernte in dessen Vorlesungen den Protestanten André Dacier kennen. Als 1672 ihr Vater starb, ging sie auf Einladung der Herausgeber der Klassiker-Ausgaben ad usum Delphini nach Paris.
1683 heiratete sie André Dacier, und sie ließen sich im darauf folgenden Jahr in dessen Heimatstadt Castres nieder. Maßgeblich beeinflusst durch den Theologen Eusèbe Renaudot konvertierte das Ehepaar Dacier 1685 zum katholischen Glauben. In dieser Zeit begann auch Daciers Zusammenarbeit mit Jean Chapelain, dem sie unter anderem bei seiner Klassikerausgabe behilflich war. Hier wurden mit der Zeit auch ihre Übersetzungen veröffentlicht. Sie zeichnen sich immer durch genaue Einführungen und Kommentare aus. Daciers Werk umfasste Klassiker wie Anakreon, Aristophanes, Titus Maccius Plautus, Publius Terentius Afer und Homer, aber auch Florus, Sappho, Hippokrates und Eutropius wurden von ihr übersetzt.
An der Querelle des Anciens et des Modernes war sie auf Seiten der Klassiker beteiligt, als sie 1714 gegen ihren Freund Antoine Houdar de la Motte die Unantastbarkeit Homers verteidigte. Dieser Streit wurde 1715 durch Claude Buffier beendet, der in seinem Werk Homère en arbitrage beiden Seiten Recht gab und sie in der gemeinsamen Verehrung Homers zusammenbrachte. Interessant ist vielleicht zu erfahren, dass sich Dacier und La Motte erst am 5. April 1716 anlässlich eines Empfangs des Naturwissenschaftlers Jean-Baptiste-Henri de Valincour persönlich kennenlernten, wo als Höhepunkt dieses Treffens ein Toast auf Homer ausgebracht worden sein soll.
Im Alter von 66 Jahren starb Anne Dacier am 17. August 1720 in Paris.

## Übersetzungen (Auswahl)
- Les poésies d’Anacreo et Sapho (1681)
- Trois comédies de Plaute (1683)
- Le Plutus et les Nuées d’Aristophane (1684; Digitalisat)
- Les comédies de Terence (1688)
- Iliade d’Homère (1699)
- Odyssee d’Homère (1716)

## Werke
- Des causes de la corruption du goût (1714; Digitalisat)
- Homère défendu contre l’apologie du pére Hardouin (1716; Digitalisat)